# Steve May
Stephen Timothy 'Steve' May (nacido el 29 de noviembre de 1971) es un expolítico estadounidense de Arizona, donde se desempeñó en la Cámara de Representantes de Arizona. Era abiertamente gay cuando se postuló y sirvió en la legislatura. Sin embargo, fue llamado al servicio activo en el ejército. Llamó la atención nacional en 1999 cuando el ejército de los EE. UU. intentó darlo de baja de la Reserva del Ejército de los Estados Unidos bajo la ley de exclusión gay conocida como "no preguntes, no digas" (DADT).

## Primeros años y carrera
May nació el 29 de noviembre de 1971 y creció en un hogar mormón en Phoenix, Arizona, en el distrito que luego representó en la legislatura estatal. Es un Eagle Scout. Ingresó al Cuerpo de Entrenamiento de Oficiales de la Reserva Naval en 1989 a la edad de 17 años en Claremont McKenna College y recibió su comisión como oficial del Ejército de EE. UU. en 1993. Sirvió durante dos años y medio en Fort Riley, Kansas. Sus asignaciones incluían gestionar la integración de mujeres en un pelotón exclusivamente masculino. Dejó el Ejército con una baja honorable en 1995. May se postuló sin éxito para la Cámara en 1996 antes de ganar un escaño en 1998, como miembro republicano. Se postuló como un hombre abiertamente gay y obtuvo el respaldo del Gay & Lesbian Victory Fund, un comité de acción política dedicado a ayudar a elegir candidatos abiertamente LGBT para cargos públicos. Él y su familia se han involucrado en juicios prolongados sobre sus intereses comerciales en competencia.

## Procedimiento de descarga bajo DADT
El 3 de febrero de 1999, May habló ante un comité de la Cámara de Representantes de Arizona sobre la legislación pendiente que evitaría que las jurisdicciones locales brinden beneficios a las parejas de hecho de sus empleados. Dijo: 

Sé que muchos de ustedes esperaban que me sentara en silencio en mi oficina, pero no puedo sentarme en silencio en mi oficina cuando otro miembro ataca a mi familia e intenta robarme la libertad. Y además, si esta legislatura tiene la intención de tomar mis dólares de impuestos gay, que funcionan tan bien como los dólares de sus impuestos, entonces tráteme justamente bajo la ley.

Unas semanas más tarde, mientras se desarrollaba la crisis de Kosovo, fue llamado por las Reservas del Ejército, donde alcanzó el grado de Primer Teniente. Regresó al servicio en abril y en mayo una revista local informó sobre él bajo el título "El mormón de derecha gay Steve May es una contradicción que habla y camina". En julio el Ejército le notificó que estaba siendo investigado por homosexualidad. Un portavoz del ejército comentó en agosto: "No creo que el individuo haya estado, digamos, manteniendo esto en secreto, en cuanto a su orientación sexual". En marzo de 2000, el Ejército le pidió su renuncia y él se negó. El 17 de septiembre de 2000, un panel del Ejército recomendó que se le diera una baja honorable bajo DADT. May luchó por permanecer en el servicio y en enero de 2001 el Ejército dio por terminado el proceso de baja. May recibió un despido honorable en mayo de 2001 a la finalización prevista de su período de servicio.

## Legislador estatal
Durante su tiempo en el cargo, May se desempeñó como presidente del comité de Medios y Arbitrios de la Cámara y fue fundamental para que se derogara la ley de sodomía de Arizona. En junio de 2000, May presentó una demanda contra el estado de Arizona luego de recibir una multa de estacionamiento que incluía un recargo obligatorio del 10% que se pagaría en un fondo estatal, promulgado por referéndum en 1998, para otorgar subsidios a los candidatos a cargos públicos que accedió a ciertas restricciones de financiamiento de campaña. May se negó a pagar el recargo, alegando que se trataba de un discurso político obligado y una infracción de sus derechos en virtud de la Primera Enmienda de la Constitución de los Estados Unidos y también de las disposiciones de la Constitución de Arizona. La Corte Suprema de Arizona dictaminó en 2002 que el recargo no violaba los derechos de May.

## Campañas políticas posteriores
En 2002, May perdió su candidatura a la reelección frente a dos compañeros titulares que se enfrentaron entre sí tras la redistribución de distritos de conformidad con el Censo de Estados Unidos de 2000, por 58 votos. Después de la pérdida, May se desempeñó como director de operaciones de Wisdom Natural Brands, hasta que se jubiló en 2008. Cuando el representante de Arizona, John Shadegg, anunció su retiro en 2008, May anunció planes para postularse para el puesto, pero se retiró de la carrera cuando Shadegg anunció que buscaría otro término después de todo. 
En 2010, May se unió a la carrera por el escaño de la Cámara del Distrito 17 de Arizona como candidato por escrito. En agosto, May fue uno de varios republicanos nombrados en una denuncia presentada por el Partido Demócrata de Arizona, alegando que conspiró para reclutar a personas de la calle Mill Avenue para postularse como candidatos "falsos" del Partido Verde para obtener votos de los demócratas. May reconoce que reclutó candidatos, pero niega cualquier conspiración o irregularidad. El juez de la corte de distrito David G. Campbell negó una solicitud del Partido Verde estatal para eliminar a los candidatos de la boleta electoral. Tras la revelación de una declaración de culpabilidad de 2009 por un cargo de conducir bajo la influencia del alcohol, May cumplió diez días en la cárcel y recibió tres años de libertad condicional, May abandonaría la carrera. 